# Mitrophorus transvaalensis
Mitrophorus transvaalensis är en skalbaggsart som beskrevs av Louis Albert Péringuey 1902. Mitrophorus transvaalensis ingår i släktet Mitrophorus och familjen Melolonthidae. Inga underarter finns listade i Catalogue of Life.